# 警視庁機動隊観閲式
警視庁機動隊観閲式（けいしちょうきどうたいかんえつしき）とは、警視庁が行う観閲式である。「警視庁年頭部隊出動訓練」についてもこの項にて取り扱う

## 概要

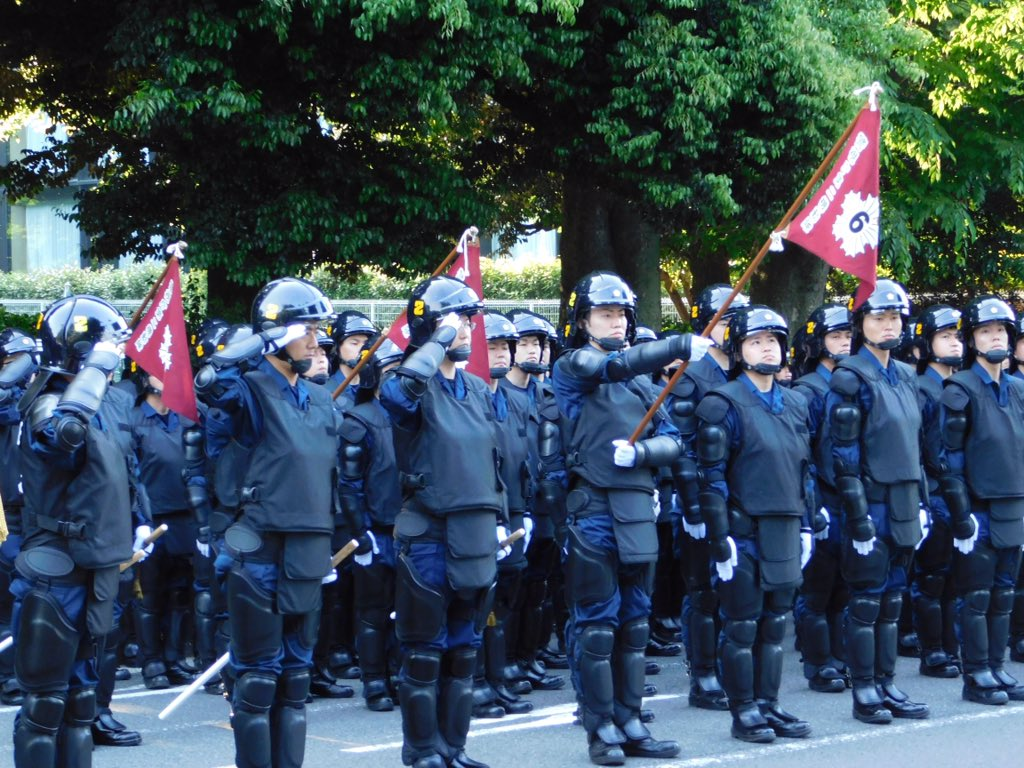
観閲を受ける警視庁第二機動隊

警視庁機動隊の前身である「警視庁予備隊」は1948年5月25日に創設され、それを記念し毎年5月25日付近の火曜日を目安（前後1週間程度ずれる場合がある）の午前7時から、明治神宮外苑・聖徳記念絵画館前で実施される。 観閲式は都民の理解と信頼を深め、隊員の士気高揚を図るため、とされている。2025年度は5月21日に実施された。
警視総監の訓示のほか、警視総監の前で警視庁第一機動隊から特科車両隊、女性警察官機動隊、総理大臣官邸警備隊など機動隊員が行進し、機動隊の特殊車両のパレードなどが行なわれる。実施規模としては2017年度開催分を例にすると、警視庁警備部の機動隊員約1700人と警備犬8頭、車両74台、ヘリコプター4機が行進した。来賓として、東京都幹部、警察庁幹部、陸上自衛隊第1師団幹部等が招待される。
分列行進（観閲行進）の徒歩部隊では陸上自衛隊同様に「分列行進曲」が使われる。警視庁以外では埼玉県警察・京都府警察・青森県警察等が使用している。なお、車両部隊の演奏曲は、警視庁によれば「ガロップ虹」という曲を使用している。

## 行事内容
- 分列行進
  - 徒歩行進
  - 車両行進
- 警視総監総評
- 「出動の歌」・「あゝ機動隊」・「この世を花にするために」斉唱ないし演奏

## 参加部隊・受閲部隊
以下に例として2024年（令和6年）度実施分について表記する。
かっこ囲みされた部分は部隊指揮官の役職および階級を示す。

### 徒歩行進

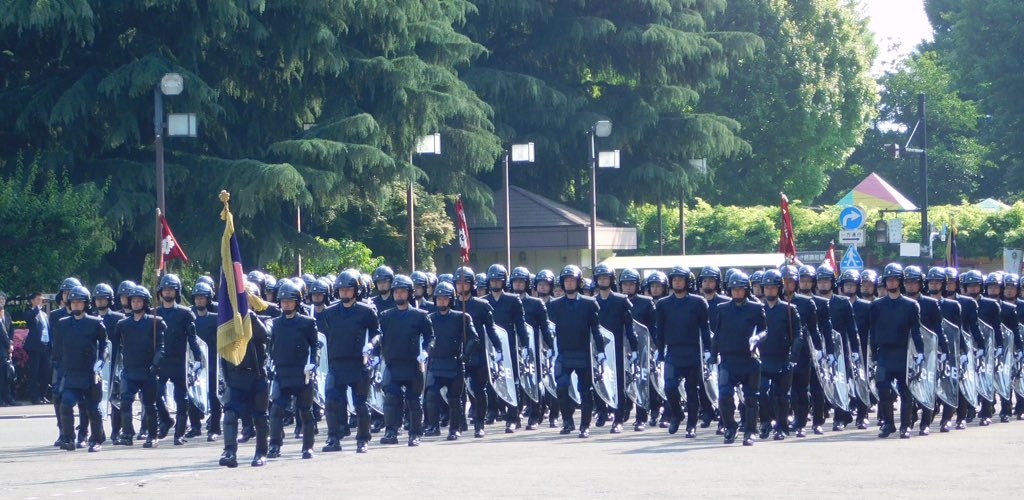
出動服部隊

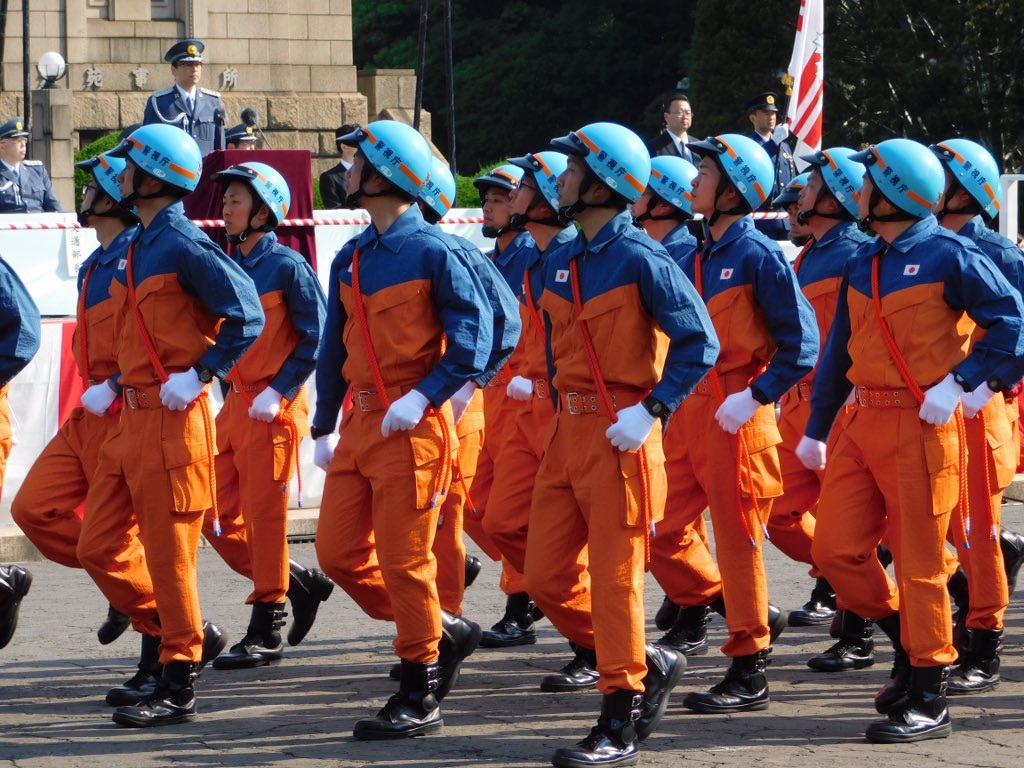
国際警察緊急援助隊

#### 一般警備部隊
- 制服（夏服）部隊
  - 第1機動隊（指揮官：隊長・警視、副官：第1副隊長・警視）
  - 第2機動隊（指揮官：隊長・警視、副官：第1副隊長・警視）
  - 第3機動隊（指揮官：隊長・警視、副官：第1副隊長・警視）
  - 第4機動隊（指揮官：隊長・警視、副官：第1副隊長・警視）

- 出動服部隊
  - 第5機動隊（指揮官：隊長・警視、副官：第1副隊長・警視）
  - 第6機動隊（指揮官：隊長・警視、副官：第1副隊長・警視）
  - 第7機動隊（指揮官：隊長・警視、副官：第1副隊長・警視）
  - 第8機動隊（指揮官：隊長・警視、副官：第1副隊長・警視）
  - 第9機動隊（指揮官：隊長・警視、副官：第1副隊長・警視）
  - 特科車両隊（指揮官：隊長・警視、副官：第1副隊長・警視）
- 女性警察官機動隊（出動服）（大隊指揮官：警備第2課・警部補）
- 女性警察官特別機動隊（活動服）（大隊指揮官：警視）
- 東京国際空港テロ対処部隊（制服（夏服））（指揮官：隊長・警視）
- 総理大臣官邸警備隊（制服（夏服））（指揮官：隊長・警視）

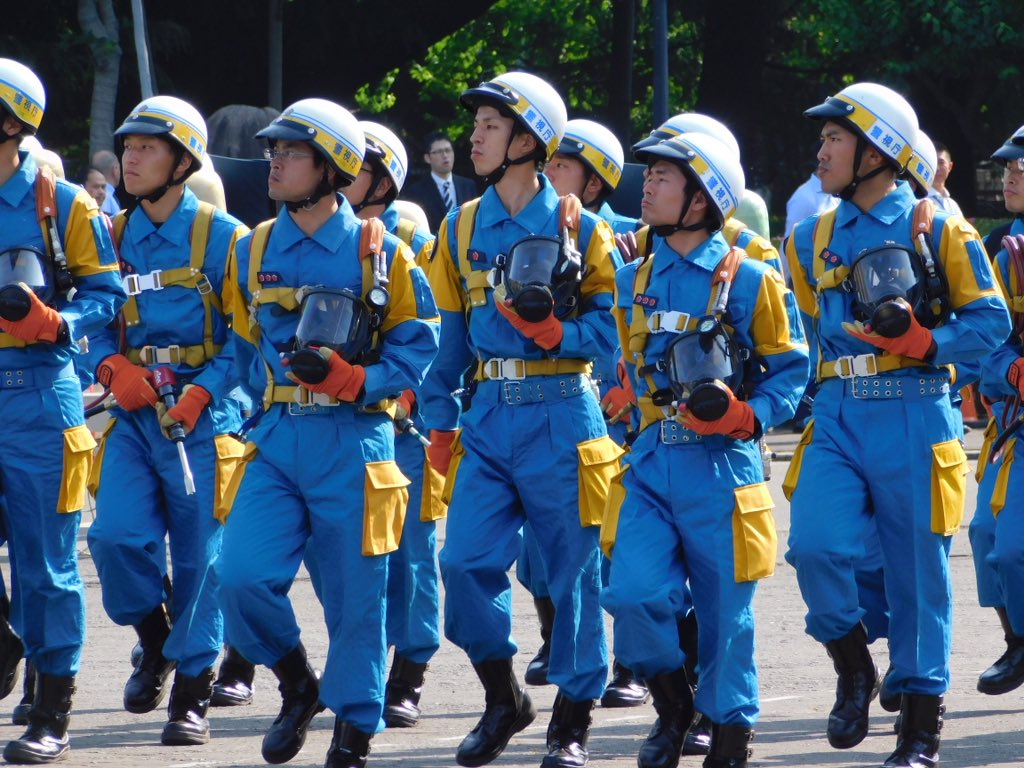
広域緊急援助隊

#### 援助隊
- 国際警察緊急援助隊（指揮官：第5機動隊第2副隊長・警視）
- 広域緊急援助隊（指揮官：第4機動隊第2副隊長・警視）

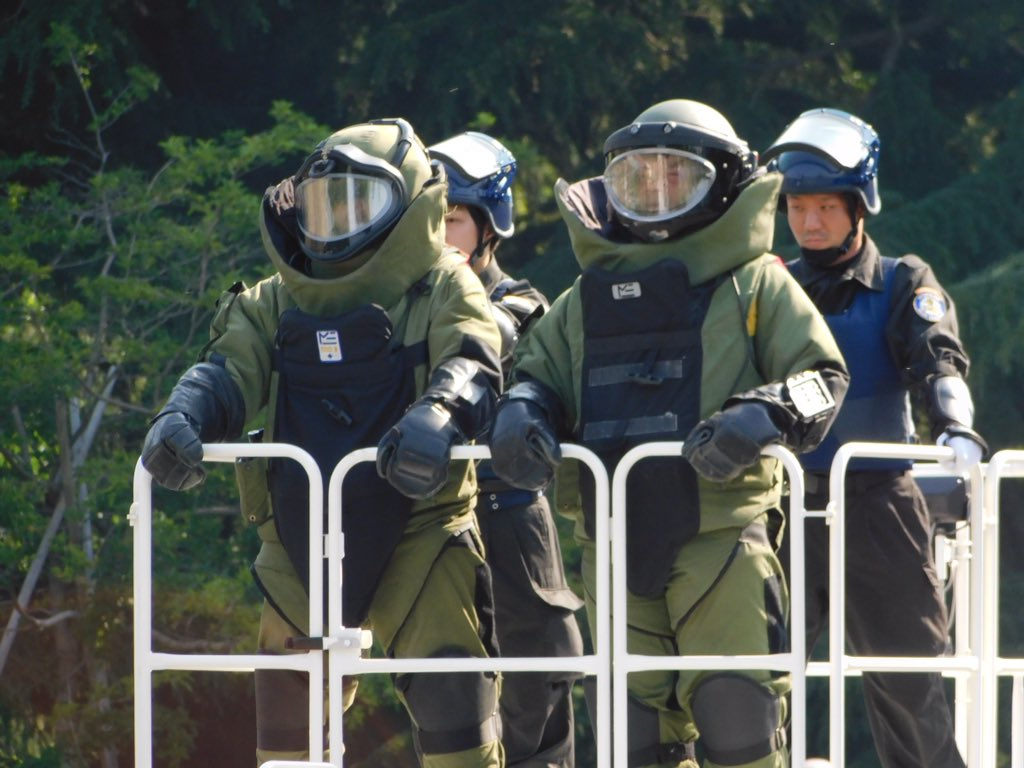
爆発物処理部隊：爆発物対策用防護服

  - 1番　災害活動用 高床バン型車
  - 2番　広域レスキュー車
  - 3番　緊急出動用災害対策車爆発物処理部隊：爆発物対策用防護服

#### 特殊技能部隊
- 爆発物処理部隊（指揮官：第8機動隊第2副隊長・警視）
  - 4番　高所対策車／爆発物対策用防護服
  - 5番　小型警備車
  - 6番　爆発物処理筒車
- 化学防護部隊（指揮官：第9機動隊第2副隊長・警視）
  - 7番　高所対策車／密閉式化学防護服
  - 8番　除染車
  - 9番　NBCテロ対策車  化学防護部隊：密閉式化学防護服

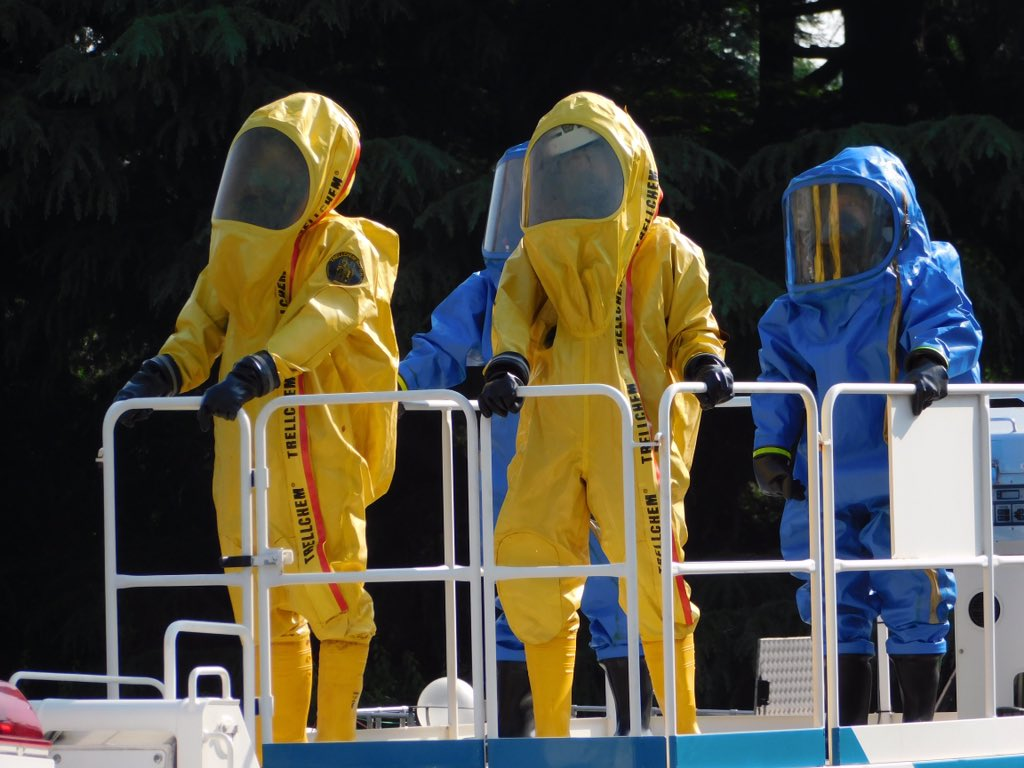
化学防護部隊：密閉式化学防護服

- 銃器対策部隊（指揮官：第6機動隊第2副隊長・警視）
  - 第1挺隊
  - 第2挺隊
    - 10番　災害クレーン車（緊急時初動対応部隊（ERT：Emergency Response Team））

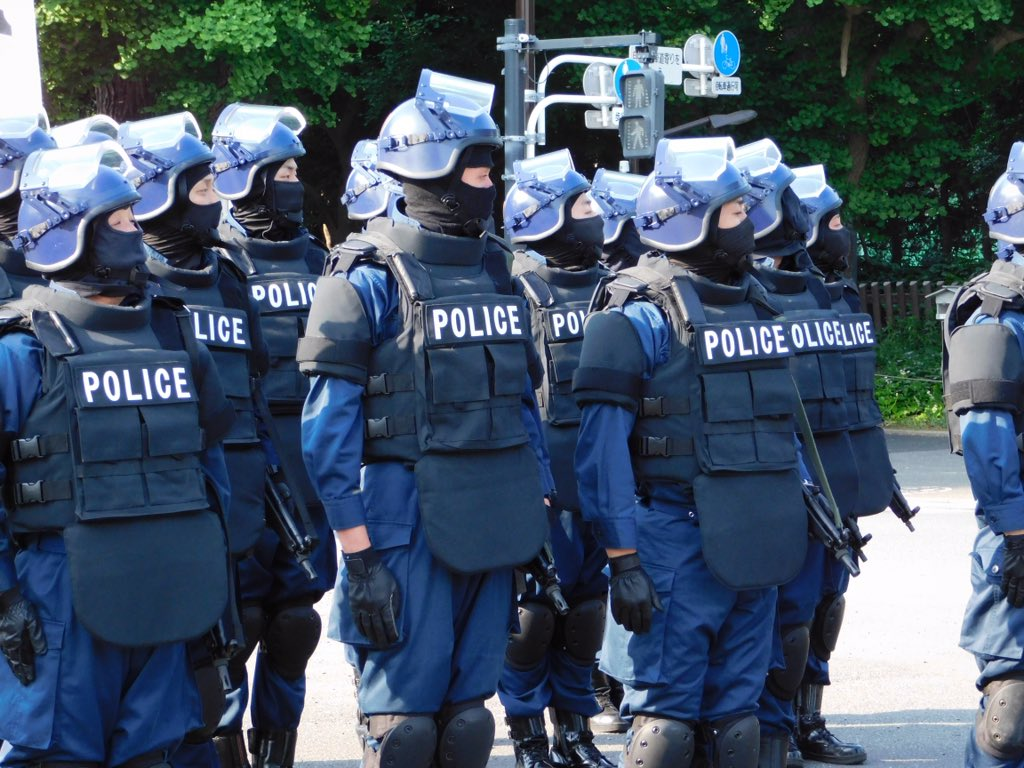
銃器対策部隊(ERT)

    - 11番　水上バイク（積載）
    - 12番　小型警備車銃器対策部隊(ERT)
- 特殊救助隊（指揮官：特殊救助隊長・警視）
  - 13番　多目的災害対策車
  - 14番　水陸両用車特殊救助隊

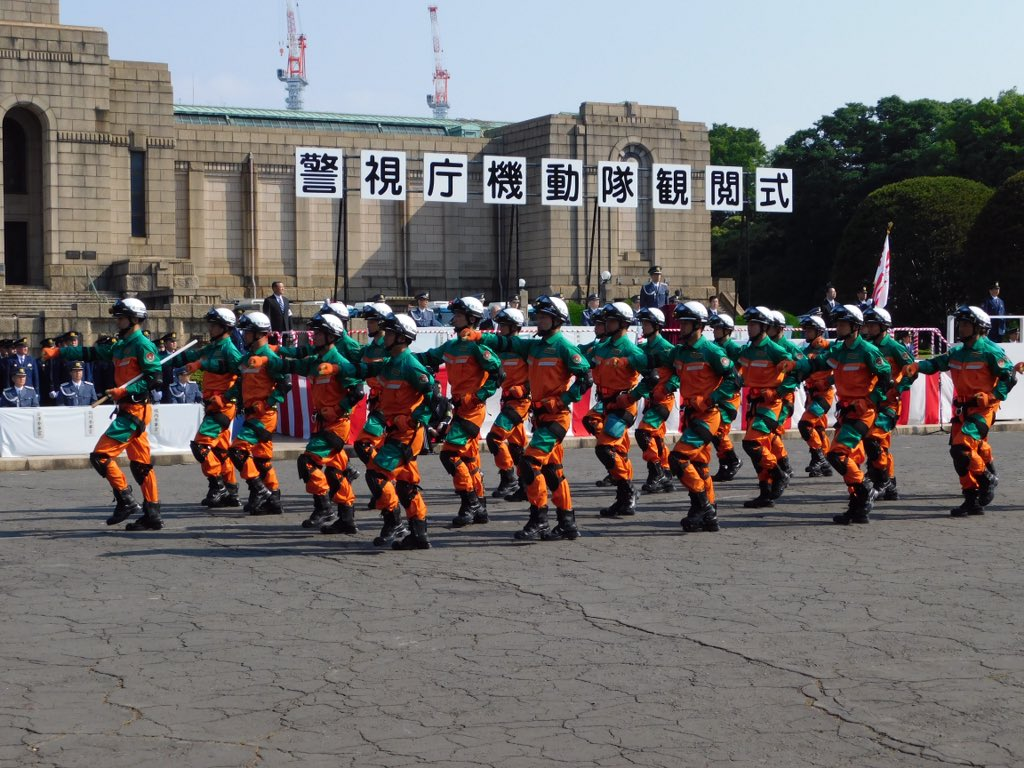
特殊救助隊

- 機動救助部隊（指揮官：第1機動隊第2副隊長・警視）
  - 15番　レスキューⅠ型車
  - 16番　レスキューⅢ型車
- 水難救助部隊（指揮官：第1機動隊第2副隊長・警視）
  - 17番　水難救助車
- 災害対策部隊（指揮官：災害対策課管理官・警視）
  - 18番　災害用投光車
  - 19番　重機搬送車
  - 20番　パワーショベル（積載）
- 山岳救助レンジャー部隊（指揮官：第7機動隊副隊長・警視）
  - 21番　山岳救助車

#### 警備犬部隊
- 警備犬部隊（指揮官：警備第2課管理官・警視）

### 車両行進

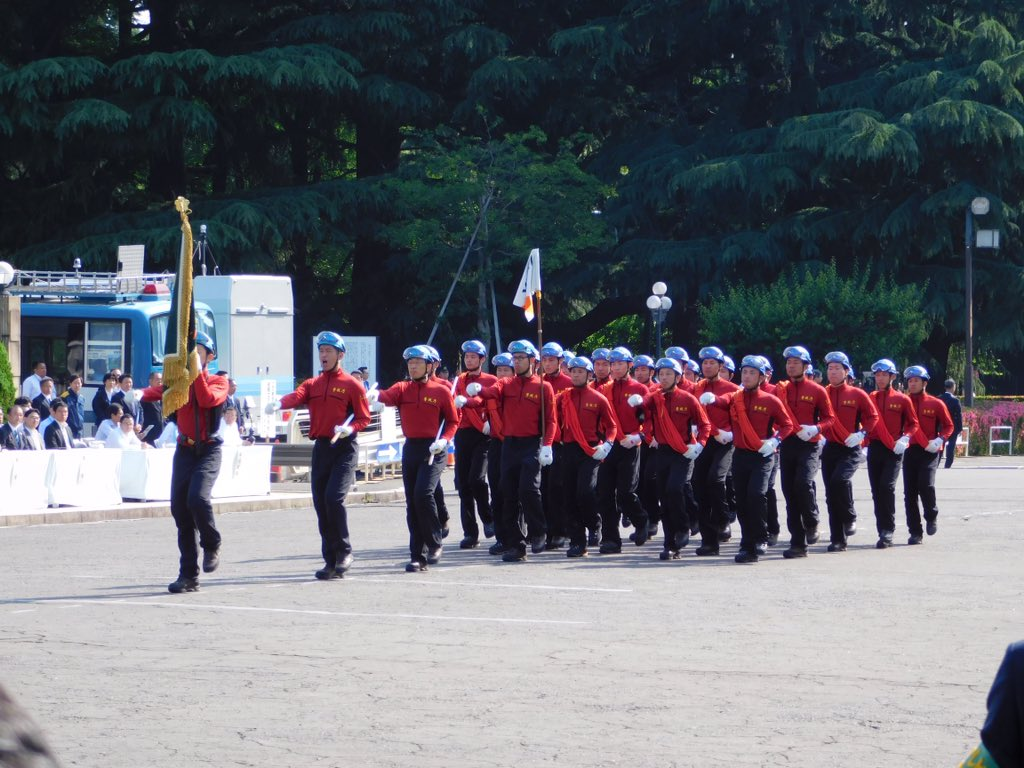
山岳救助レンジャー部隊

#### 車両部隊
指揮官：特科車両隊第1副隊長・警視（出動服・新型個人装備）
※車両には案内番号がつけられており、放送で数字と車両名が読み上げられる。
- 22番・ゲリラ対策車
- 23番・遊撃放水車
- 24番・放水警備車
- 25番・大型輸送車
- 26番・警備車兼輸送車
- 27番・災害用広報車
- 28番・災害用排水システム車
- 29番・災害用給水車
- 30番・多機能重機
- 31番・災害ショベル車

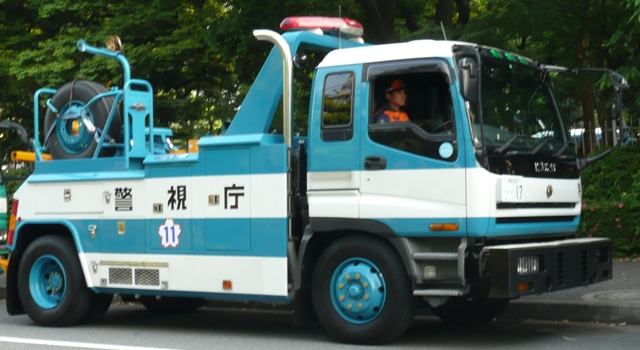
災害用レッカー車

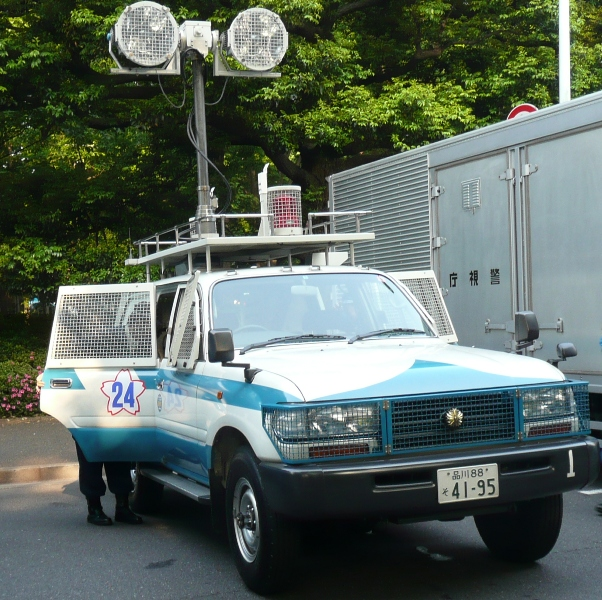
投光車

- 32番・災害用ダンプ（旧クレーン付きダンプ）
- 33番・災害用レッカー
- 34番・災害用給油車
- 35番・高性能救助車
- 36番・災害活動用クレーン車
- 37番・小型輸送車
- 38番・エリア検問車
- 39番・投光車
- 40番・移動測定車
- 41番・トイレカー
- 42番・キッチンカー
- 43番・放射線防護車

### 多角的運用部隊
指揮官：第3機動隊第1副隊長・警視（制服（夏服））
- 機動隊自動二輪部隊（白バイ）
- 遊撃捜査二輪部隊
  - 自動二輪情報収集班
- 遊撃捜査部隊（覆面パトカー）
- 遊撃警ら部隊（パトカー）

### 航空隊
指揮官：航空隊長（警視）
- はやぶさ3号（指揮官機）以下4機編隊

## 警視庁年頭部隊出動訓練
警視庁機動隊観閲式とは別に、「警視庁年頭部隊出動訓練」と呼ばれる、年頭行事（消防出初式のような性格をもつ行事）が別にある。観閲式同様に例年は明治神宮外苑・聖徳記念絵画館前で実施されるが、2017年（平成29年）度は江東区の夢の島で実施された。こちらは機動隊だけでなく交通機動隊、機動捜査隊、公安機動捜査隊などが参加し、機動隊観閲式より大人数で行われる。2020年（令和2年）は1月から延期され、「令和4年警視庁部隊出動訓練」として6月10日に実施され、夏服で実施された。なお、行進曲に抜刀隊は使用されず警視庁行進曲を演奏して行われる

### 参加部隊
例として、2018年実施分について表記する。かっこ囲みされた部分は部隊指揮官の役職および階級を示す。特科車両隊の一部車両には案内番号がつけられており、放送で数字と車両名が読み上げられる。

#### 徒歩部隊
- 機動隊
  - 第１機動隊：制服（指揮官：隊長・警視正、副官：副隊長・警視）
  - 第２機動隊：制服（指揮官：隊長・警視、副官：副隊長・警視）
  - 第３機動隊：制服（指揮官：隊長・警視、副官：副隊長・警視）
  - 第４機動隊：制服（指揮官：隊長・警視、副官：副隊長・警視）
  - 第５機動隊：出動服（新型個人装備）（指揮官：隊長・警視、副官：副隊長・警視）
  - 第６機動隊：出動服（新型個人装備）（指揮官：隊長・警視、副官：副隊長・警視）
  - 第７機動隊：出動服（新型個人装備）（指揮官：隊長・警視、副官：副隊長・警視）
  - 第８機動隊：出動服（新型個人装備）（指揮官：隊長・警視、副官：副隊長・警視）
  - 第９機動隊：出動服（内着型個人装備（旧型個人装備））（指揮官：隊長・警視、副官：副隊長・警視）
  - 特科車両隊：出動服（内着型個人装備（旧型個人装備））（指揮官：隊長・警視、副官：副隊長・警視）
  - 銃器対策部隊：出動服（内着型個人装備（旧型個人装備））（指揮官：第6機動隊・警部）
- 東京国際空港テロ対処部隊（指揮官：隊長・警視）
- 特殊救助隊（指揮官：隊長・警視）
- 総理大臣官邸警備隊（指揮官：隊長・警視）
- 本部制服部隊（混成部隊 指揮官：交通執行課長・警視）
- 警察学校部隊（指揮官：初任教養部長・警視）
- 方面警察署部隊（混成部隊 指揮官：小平警察署長・警視）
- 女性警察官特別機動隊（制服（冬服））（混成部隊 指揮官：人事第一課管理官・警視）
- 鉄道警察隊（制服（冬服））（指揮官：隊長・警視）
- 機動警察通信隊（指揮官：機動通信第一課管理官・技官）

#### 特科部隊
- 警察犬部隊（指揮官：鑑識課管理官・警視）
- 警視庁音楽隊カラーガード・警視庁鼓隊（ドラムメジャー：巡査部長）
- 騎馬隊（指揮官：第３方面交通機動隊・警部補）

#### 車両部隊
- 交通機動部隊（指揮官：第1方面交通機動隊長・警視）
  - 白バイ部隊
  - 女性白バイ部隊"クイーンスターズ"
  - 交通パトカー部隊
  - 高速スポーツタイプ交通パトカー
  - 暴走族対策車
  - 交通情報提供車サインカー
- 自動車警ら部隊（指揮官：第1自動車警ら隊長・警視）
- 公安機動捜査部隊（指揮官：公安機動捜査隊長・警視）
  - NBCテロ対策車
  - 公安指揮官車
- 機動捜査部隊（第1機動捜査隊長・警視）
  - 現場指揮官車
  - 機動捜査車両
  - 遊撃自動二輪車
- 警備車両部隊（特科車両隊副隊長・警視）
  - 警護用車両
  - 重防警備用車両
    - 1番・エリア検問車
    - 2番・移動騒音測定車
    - 3番・遊撃車1型

  - 治安警備用車両
    - 4番・投光車
    - 5番・高所対策車
    - 6番・トイレカー
    - 7番・特型遊撃車
    - 8番・遊撃放水車 S-NBC用車両
    - 9番・小型警備車
    - 10番・爆発物処理筒車
    - 11番・爆発物処理用具運搬車
    - 12番・爆発物処理用具資材運搬車
    - 13番・Ｘ線検査装置車
    - 14番・除染車
    - 15番・放射線防護車

  - 災害用警備車両
    - 16番・災害用広報車
    - オフロード二輪部隊
    - 17番・キッチンカー
    - 18番・レスキュー資材車
    - 19番・広域レスキュー車
    - 20番・水難救助車
    - 21番・災害用動力ショベル車
    - 22番・災害用ショベル車
    - 23番・災害用クレーン車
    - 24番・災害用高性能救助車
    - 25番・災害用給水車
    - 26番・災害用レッカー車

#### ヘリコプター編隊飛行
指揮官・航空隊長（警視）
- はやぶさ3号（指揮官機）
- おおとり8号
- おおとり3号
- おおとり6号
- おおとり1号
- おおぞら2号

## その他

### 式典関連
- 一般の見学も可能であるが、見学区域等、警備職員の指示に従わなければならない。
- 訓練に先駆け、当日の早朝にリハーサルを実施している。

### 近年の変更点
2020年度～2022年度は本来の約半年遅れの10月下旬から11月に実施
- 2019年度（平成31年度/令和元年度）は上皇明仁の退位および今上天皇の即位関連行事、G20、ラグビーワールドカップなど、連続する重要警備事案による人手不足から中止となった。
- 2020年度（令和2年度）は新型コロナウイルス感染症の国内流行により半年遅れの11月12日に延期され開催された[3]。隊列は女性警察官特別機動隊（制服）が廃止され、化学防護部隊と水難救助部隊の指揮部隊が変更となった。また、行進車両の変更、順序変更等が行われた。また、感染予防の観点から斉唱は行わず、演奏のみ実施された。
- 2021年度（令和3年度）は新型コロナウイルス感染症の国内流行・東京オリンピック等により半年遅れの10月27日に延期され開催され、前年と同様の体裁がとられた。また、2021年10月より、警視庁航空隊が警備部所属となったため、ヘリコプターによる観閲飛行が実施された。また、女性警察官機動隊が制服着用に変更となった。
- 2022年度（令和4年度）は前年を踏襲し、11月8日に実施された。2016年以来となる、制服→活動服→出動服での着用となった。女性警察官特別機動隊（制服）が再編成された。また、「この世を花にするために」の演奏が省略された。
- 2023年度（令和5年度）は元の春開催となったが、G7広島サミットと重なったため、例年より早い４月の開催となった。
- 2024年度（令和6年度）は従前どおりの5月開催となった。制服は夏服での行進、活動服なしでの実施となった。また、副隊長が「第1副隊長」・「第2副隊長」と区別されて紹介された。また、第9機動隊長が車両部隊指揮官となったため、第9機動隊徒歩部隊・化学防護部隊、多角的運用部隊の各指揮官となる副隊長が変更された。
- 2025年度（令和7年度）は制服夏服長袖、活動服なしでの実施。また、援助隊・特殊技能部隊車両にも案内番号が付与、通しで通番となった。各機動隊第1副隊長が徒歩部隊副官、第2副隊長がその他部隊の指揮官となったほか、ERTについては水上バイク搭乗隊員のみの編成となった。特科車両隊長が車両部隊指揮官に戻された。なお、第1機動隊隊長は警視正であるが、この年に限り警視が補職された。